# Vanstraelenia chirophthalma
Vanstraelenia chirophthalma är en fiskart som först beskrevs av Regan, 1915.  Vanstraelenia chirophthalma ingår i släktet Vanstraelenia och familjen tungefiskar. Inga underarter finns listade i Catalogue of Life.